# Etlingera elatior
Etlingera elatior é uma espécie de Etlingera . É originaria do Sueste asiático.

## Sinônimos
- Achasma yunnanensis T.L. Wu & S.J. Chen
- Alpinia acrostachya Steud.
- Alpinia diracodes Loes.
- Alpinia elatior Jack
- Alpinia javanica (Blume) D.Dietr.
- Alpinia magnifica Roscoe
- Alpinia speciosa (Blume) D.Dietr.
- Amomum magnificum (Roscoe) Benth. & Hook.f. ex B.D.Jacks.
- Amomum tridentatum (Kuntze) K.Schum.
- Bojeria magnifica (Roscoe) Raf.
- Cardamomum magnificum (Roscoe) Kuntze
- Cardamomum speciosum (Blume) Kuntze
- Cardamomum tridentatum Kuntze
- Diracodes javanica Blume
- Elettaria speciosa Blume
- Geanthus speciosus Reinw. ex Blume
- Hornstedtia imperialis (Lindl.) Ridl.
- Nicolaia elatior (Jack) Horan.
- Nicolaia imperialis Horan.
- Nicolaia intermedia Valeton
- Nicolaia magnifica (Roscoe) K.Schum. ex Valeton
- Nicolaia speciosa (Blume) Horan.
- Phaeomeria imperialis Lindl.
- Phaeomeria magnifica (Roscoe) K.Schum.
- Phaeomeria speciosa (Blume) Koord.

## Descrição
A inflorescência sai do rizoma entre uma altura de 60 centímetros a mais de um metro. As flores individuais aparecem do meio dos nós, parecidos com uma pinha, por cima das linhas de cera. As folhas crescem em filas de talos separados ao longo do rizoma. Os talos frondosos crescem entre 4.5 a 6 metros. Normalmente, quando a inflorescência se começa a expandir, as folhas vão secando devido às mudanças de temperatura e ao vento.

## Usos
As espampanantes flores cor de rosa são usadas em arranjos florais, enquanto que os botões da flor, são um ingrediente importante no prato Nonya, laksa. No Norte de Sumatra , os botões da flor são usados num prato chamado arsik ikan mas (Carpas condimentadas com pimenta em grão). Na Malásia, é conhecida por bunga kantan, os pedúnculos da inflorescência são cortados e adicionados a potes laksa (vários tipos de caril ou sopas feitas com macarrão de arroz). Na Indonésia, é conhecida como bunga kecombrang ou honje, na Tailândia como kaalaa. Em Batak Karo, é conhecida como asam cekala (asam significa azedo), e os botões da flor, mas mais importante, as vagens de sementes maduras, que são empacotadas com pequenas sementes pretas, são um ingrediente essencial da versão Karo de sayur asam, e são indicadas para cozinhar peixe fresco.

## Galeria

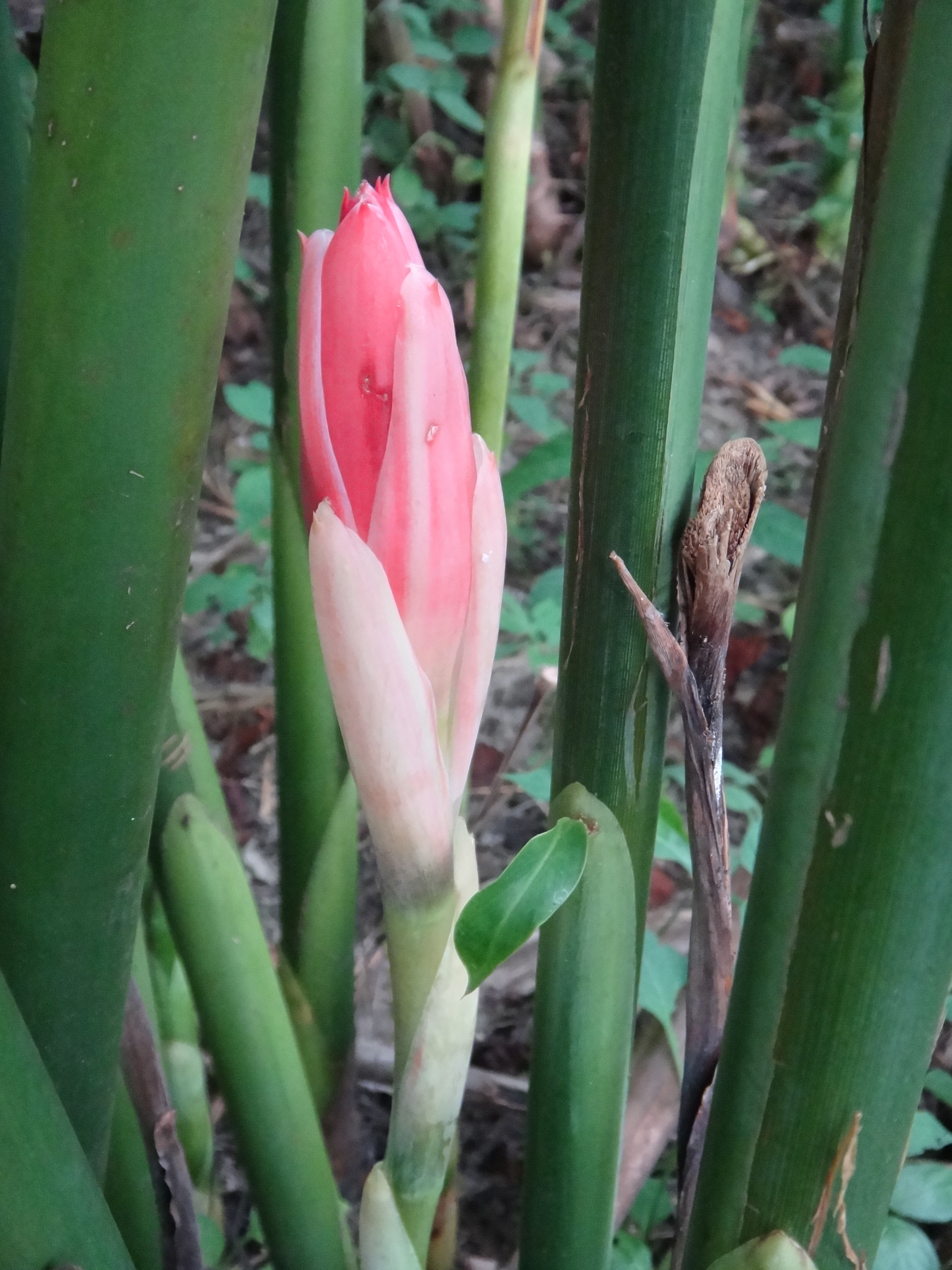
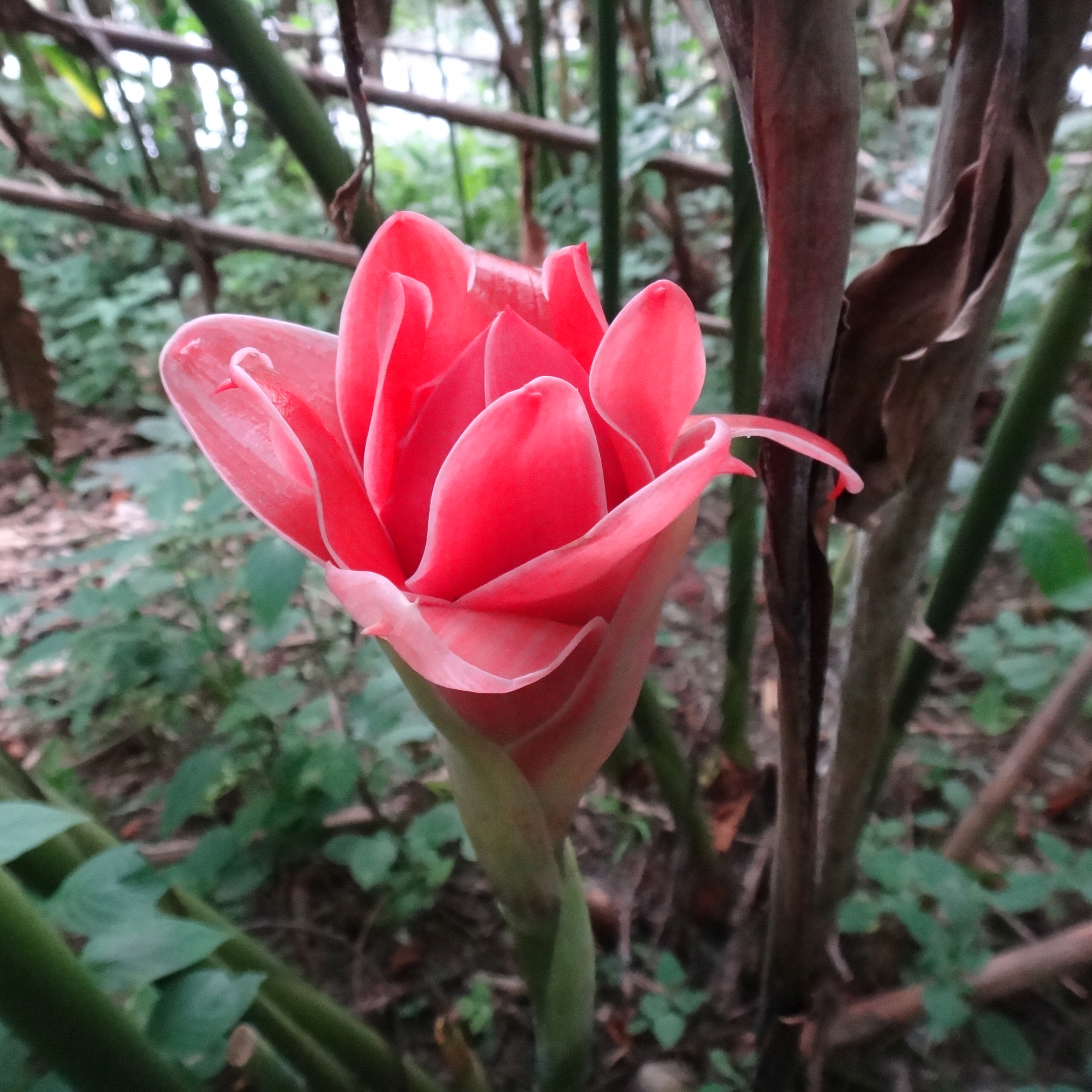
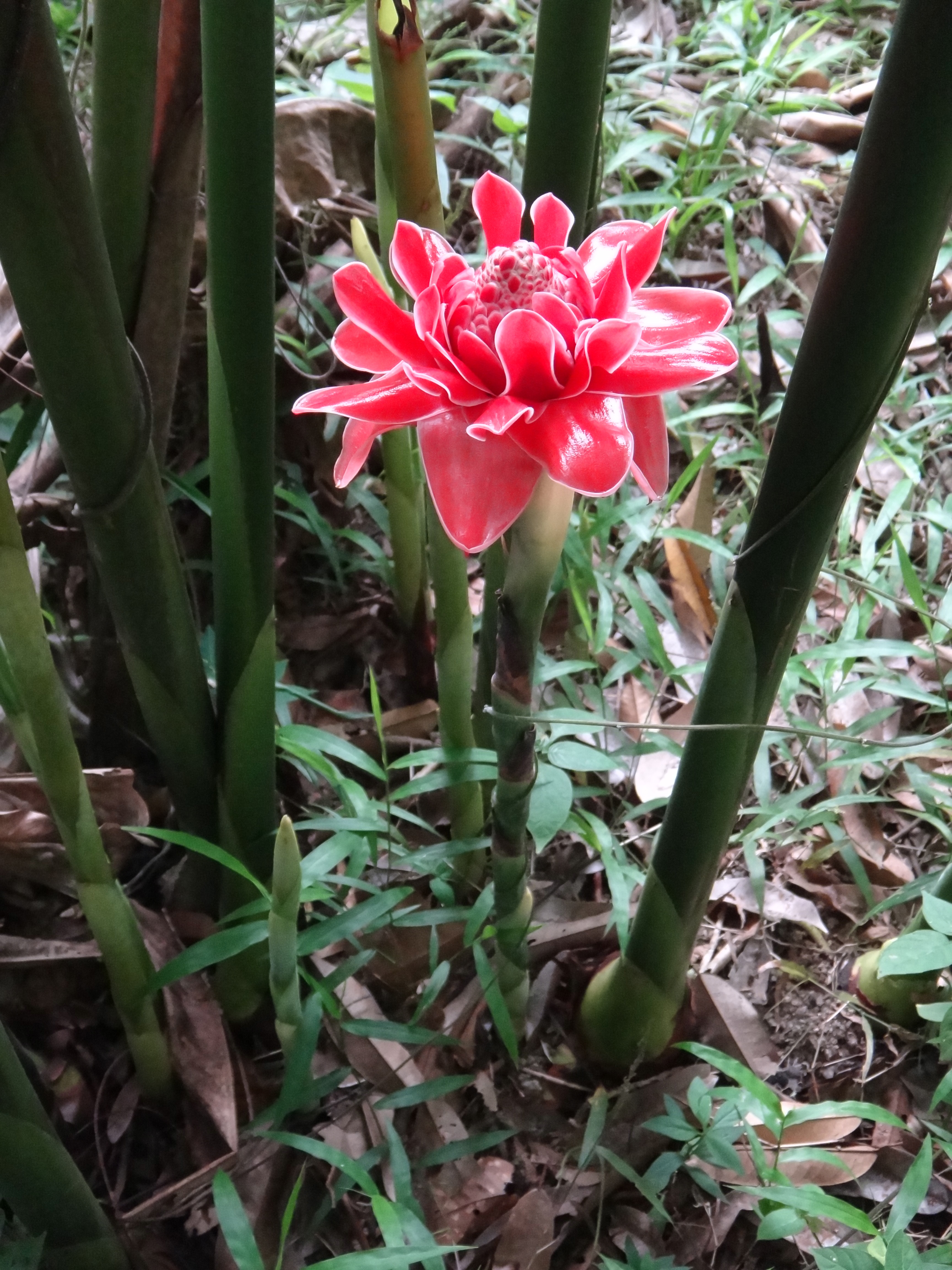
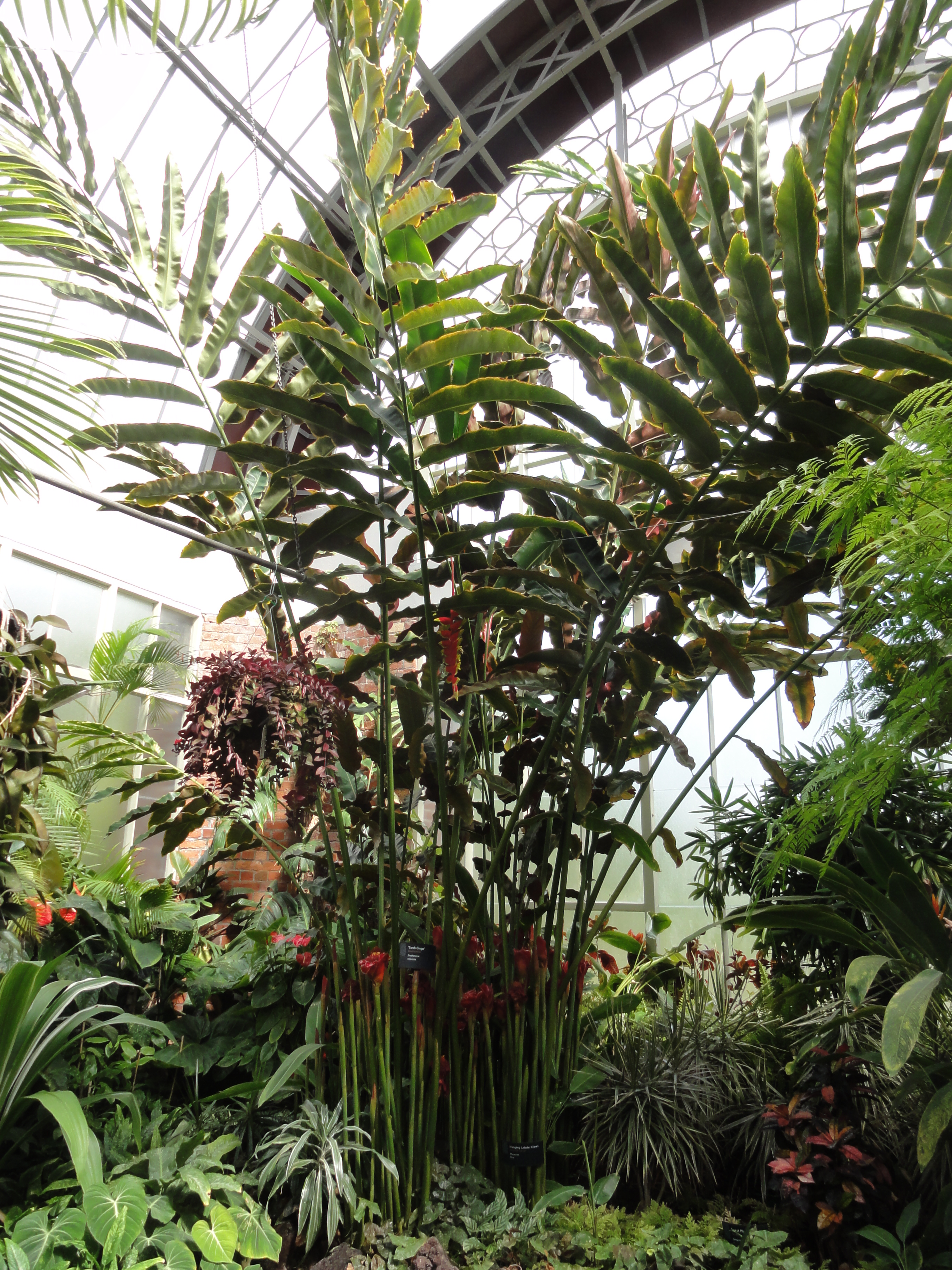
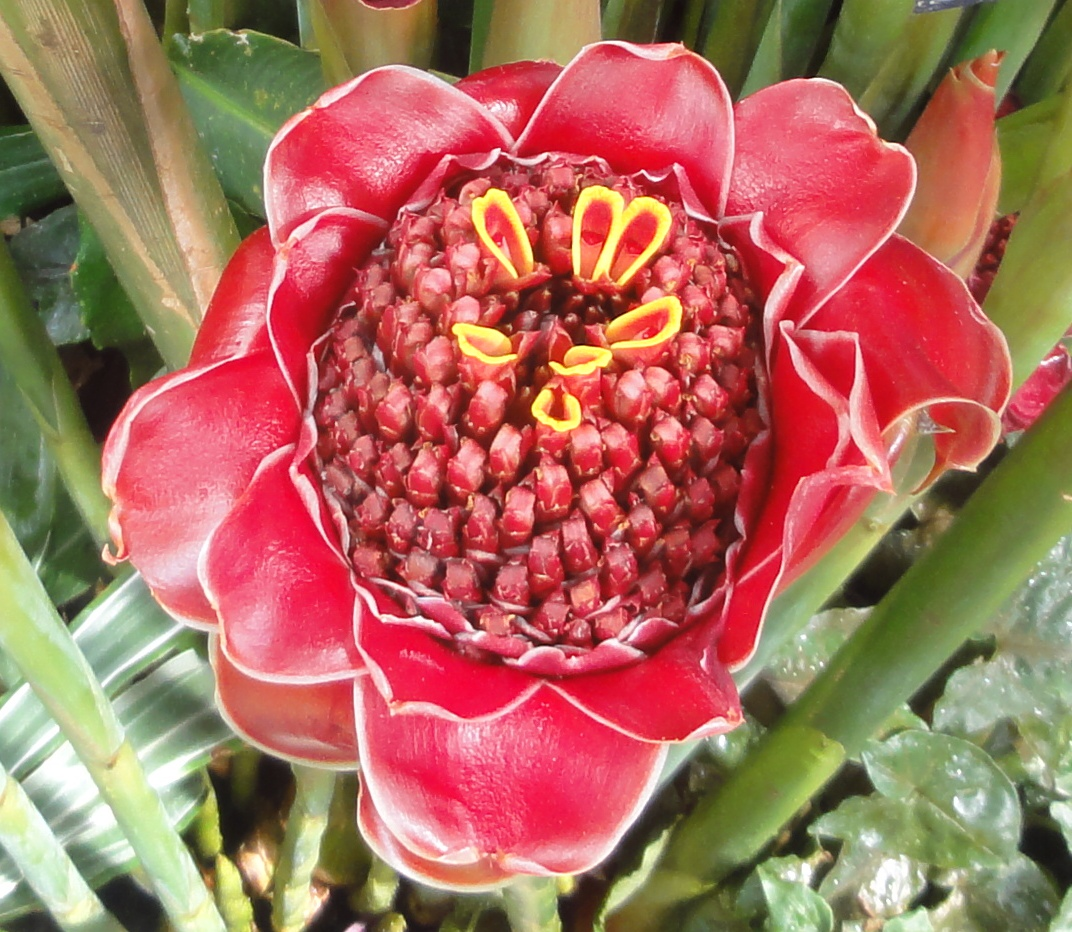
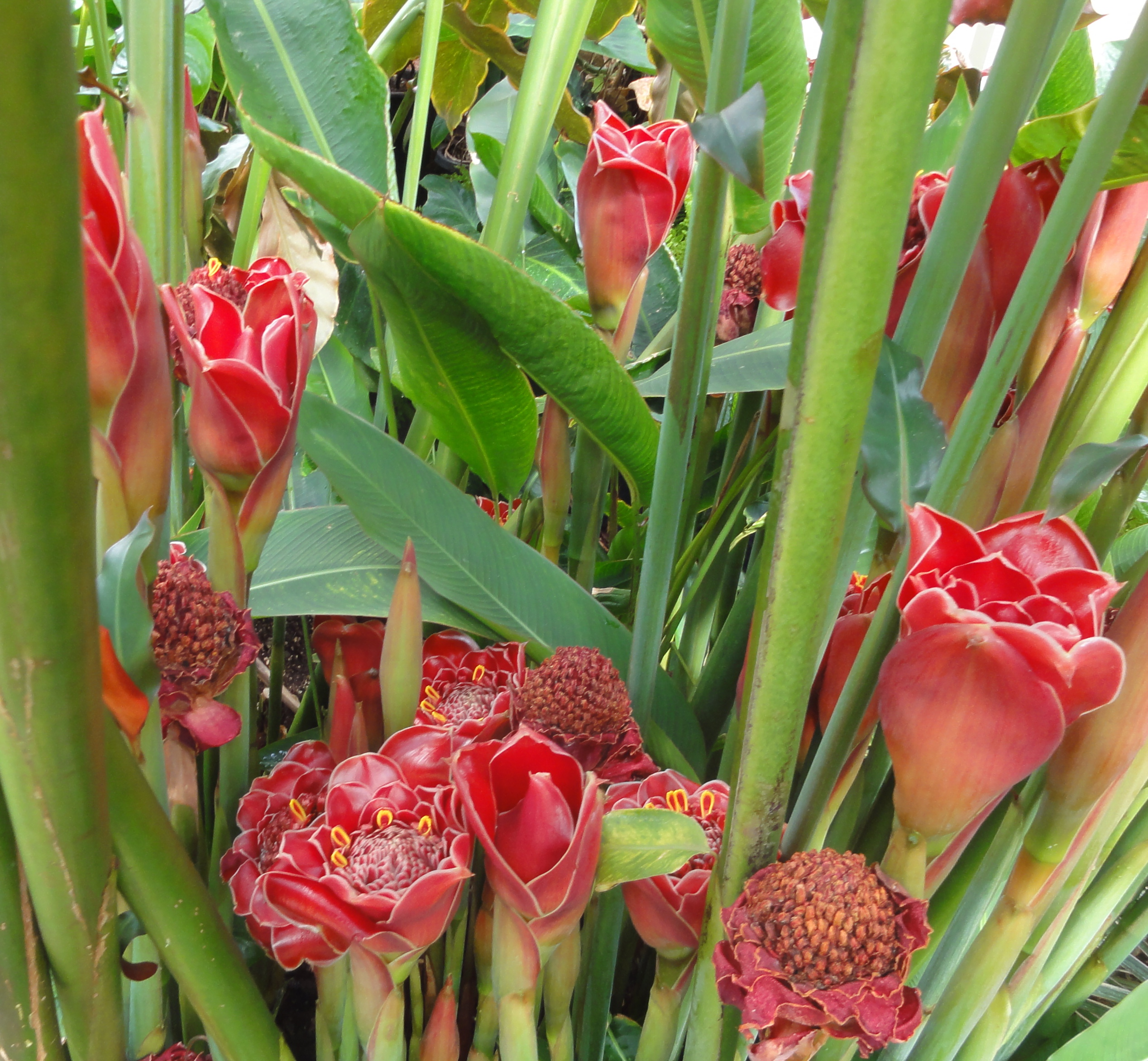
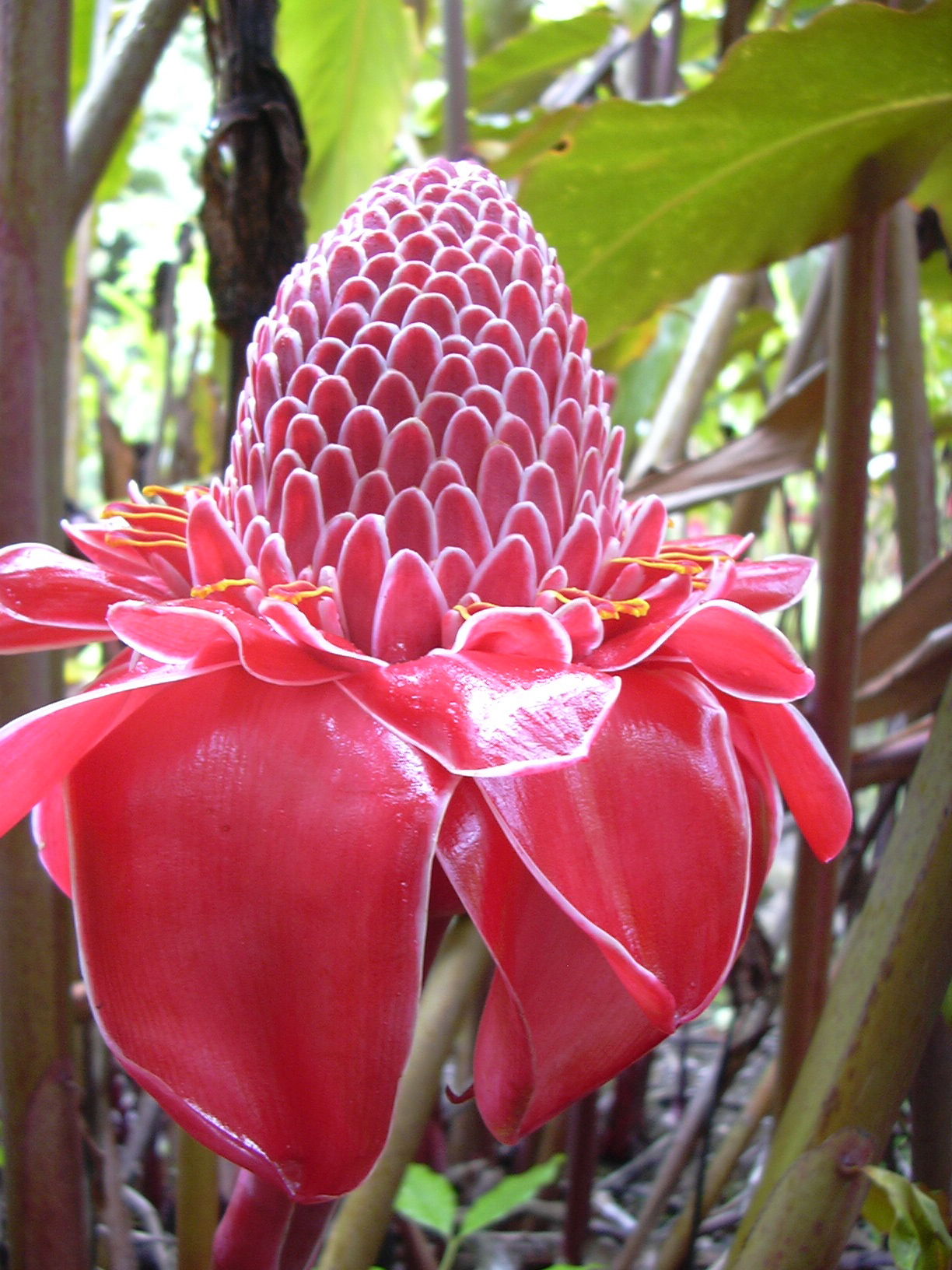